# Жерева (река)
Жерева — река на Украине, в границах Иванковского района Киевской области, левый приток Тетерева (бассейн Днепра). Длина — 30 км, площадь бассейна — 393 км².
Берёт начало из заболоченной местности возле села Жмиевка. Однако до Жмиевки русло является пересыхающим.
Протекает селами Жмиевка, Рудня-Сидоровская, Розважев, Жеревполье, Жерева и Тетеревское, где и впадает в Тетерев.
Ширина русла реки составляет 5 м, ширина поймы — 500 м.
Притоки: Болотная, Кропивня, (правые), Парнище, Любеж, Круча (левые).